# Agnorisma
Agnorisma is een geslacht van vlinders van de familie uilen (Noctuidae), uit de onderfamilie Noctuinae.

## Soorten
- A. badinodis Grote, 1874
- A. bollii Grote, 1883
- A. bugrai Koçak, 1983